# Juan Gil Navarro
Juan Gil Navarro (Buenos Aires, 15 de agosto de 1973) é um ator argentino de teatro e televisão.

## Biografia
Teve reconhecimento a partir de seu papel na novela argentina Floricienta que ganhou uma versão no Brasil "Floribella". Sua mais recente participação na televisão foi na novela Lalola, apresentada pelo SBT, na qual faz um machão que é transformado em mulher por uma de suas ex-namoradas, fez uma participação no primeiro capítulo como Lalo, e no último, como o corpo de Lalo, habitado por Daniela Calori.
Juan Gil Navarro participou também na série espanhola "Dance!La fuerza del corazon" como personagem "Ricardo".

## Carreira

### Televisão
| Ano         | Telenovela                       | Personagem                                         | Canal             |
| 1996        | Montaña rusa, otra vuelta        | Micky                                              | Canal 13          |
| 1996        | Sueltos                          |                                                    | Canal 13          |
| 1997        | De corazón                       | Fernando                                           | Canal 13          |
| 1997        | La nocturna                      | Matías                                             | Canal 13          |
| 1998        | Gasoleros                        | Wolfrang                                           | Canal 13          |
| 1999        | Verano del '98                   | León                                               | Telefe            |
| 2000        | Primicias                        | Rodrigo                                            | Canal 13          |
| 2000        | Calientes                        |                                                    | Canal 13          |
| 2001        | Cuatro amigas                    |                                                    | Telefe            |
| 2001        | Código negro                     | Juan Carlos Rizzo                                  | Canal 7 Argentina |
| 2001        | Culpables                        | Martino                                            | Canal 13          |
| 2001        | El sodero de mi vida             | Fidel                                              | Canal 13          |
| 2002        | 1000 millones                    | Ariel                                              | Canal 13          |
| 2003        | Soy gitano                       | Segundo Soto                                       | Canal 13          |
| 2003        | Malandras                        |                                                    | Canal 9           |
| 2004        | Historias de sexo de gente común | Diego Cúster                                       | Telefe            |
| 2004        | Floricienta                      | Federico Fritzenwalden 1ª temporada (protagonista) | Canal 13          |
| 2005        | Hombres de honor                 | Rocco Onoratto/Patter Nostra                       | Canal 13          |
| 2006        | Al límite                        |                                                    | Telefe            |
| 2007        | Lalola                           | Ramiro "Lalo" Padilla                              | América TV        |
| 2008        | Vidas robadas                    | Nicolás Duarte                                     | Telefe            |
| 2010        | Secretos de amor                 | Ignacio Fernández Gaudio                           | Telefe            |
| 2010        | Caín y Abel                      | Fernando Soler/Guillermo                           | Telefe            |
| 2011        | Decisiones de vida               | Pablo                                              | Canal 9           |
| 2011        | Dance!                           | Ricardo Gutiérrez                                  | Canal 10          |
| 2012        | Perfidia                         | Manuel Gutierrez Dillon                            | TV Pública        |
| 2012        | Graduados                        | Guillermo 'Willy' Almada                           | Telefe            |
| 2012        | La Dueña                         | Federico Lacroix                                   | Telefe            |
| 2012        | Mi amor, mi amor                 | Juan Dalton                                        | Telefe            |
| 2013 - 2014 | Los vecinos en guerra            | Mariano Sánchez Ginastera                          | Telefe            |
| 2015        | Fronteras                        |                                                    | Telefe            |
| 2015-2016   | La casa del mar                  | Daniel Johnson                                     | OnDirecTV         |
| 2016        | La leona                         | Gabriel Miller                                     | Telefe            |
| 2017        | La fragilidad de los cuerpos     | Federico                                           | TNT / El Trece    |

### Teatro
| Ano  | Obra                                  | Papel         |
| ---- | ------------------------------------- | ------------- |
| 2016 | Deseo                                 | Adams-Felicia |
| 2014 | Priscilla, La Reina del Desierto      | Adams-Felicia |
| 2013 | Cock                                  | Juan          |
| 2012 | Las brujas de Salem                   | John Proctor  |
| 2009 | Rey Lear                              | Edmund        |
| 2008 | Algo en común                         | Arturo        |
| 2008 | Una Cierta Piedad                     | Ben           |
| 2007 | El zoo de Cristal (Teatrísimo)        | Tom           |
| 2007 | Floricienta no Teatro (México)        | Príncipe      |
| 2006 | Floricienta no Teatro (Latinoamérica) | Príncipe      |
| 2006 | La discreta enamorada (Teatrísimo)    | -             |
| 2005 | Tango perdido (Teatrísimo)            | -             |
| 2004 | Floricienta en el Teatro              | Príncipe      |
| 2003 | La Granada                            | -             |
| 2002 | El violinista en el tejado            | Perchik       |
| 2002 | Cesárea                               | -             |
| 2000 | Canciones maliciosas                  | -             |
| 2000 | Comedieta                             | -             |
| 1999 | Las alegres mujeres de Shakespeare    | -             |
| 1998 | Ofelia y la pureza                    | -             |
| 1997 | Las visiones de simón marchard        | Ángel         |

### Cinema
| Ano  | Filme                    | Personagem |
| ---- | ------------------------ | ---------- |
| 2003 | El día que me amen       | Fernando   |
| 2011 | La Inocencia de la Araña | Manuel     |
| 2011 | 2/11 Día de los muertos  | Santiago   |

## Prêmios e Indicações

### Teatro
- Premios Florencio Sánchez 2000: Melhor Ator de reparto por Canciones Maliciosas - Ganhador
- Premios ACE 2003: Ator de reparto por La Granada - Nomeado
- Premios Florencio Sánchez 2008: Melhor Ator de reparto por Una Cierta Piedad - Ganhador
- Anexo: Premios Hugo 2014: Melhor Ator protagonista comedia musical Priscilla la reina del desierto - Nomeado.
- Premios ACE 2014: Melhor Ator protagonista comedia musical Priscilla la reina del desierto - Nomeado.

### Televisão
- Martín Fierro 2005: Ator protagonista de novela por Hombres de honor - Nomeado
- Premios Clarín 2008: Ator protagonista de novela por Vidas Robadas - Nomeado
- Martín Fierro 2009: Ator protagonista de novela por Vidas Robadas - Nomeado
- Martín Fierro 2013: Ator protagonista de novela por Mi amor, mi amor - Nomeado